# Сан-Лоренсо (Аргентина)
Сан-Лоре́нсо (ісп. San Lorenzo) — місто в Аргентині, у провінції Санта-Фе, центр департаменту Сан-Лоренсо. Знаходиться на північній околиці міста Росаріо, з яким зв'язане залізницями та автошляхами, є містом-супутником агломерації Великий Росаріо.

## Історія

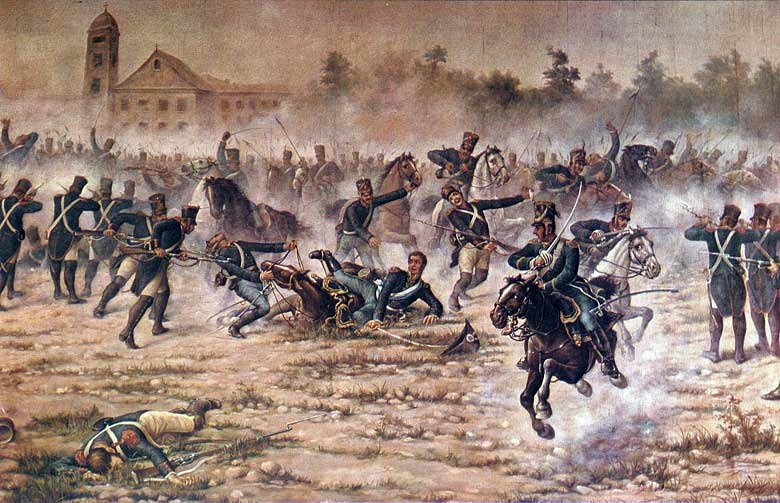
Битва при Сан-Лоренсо

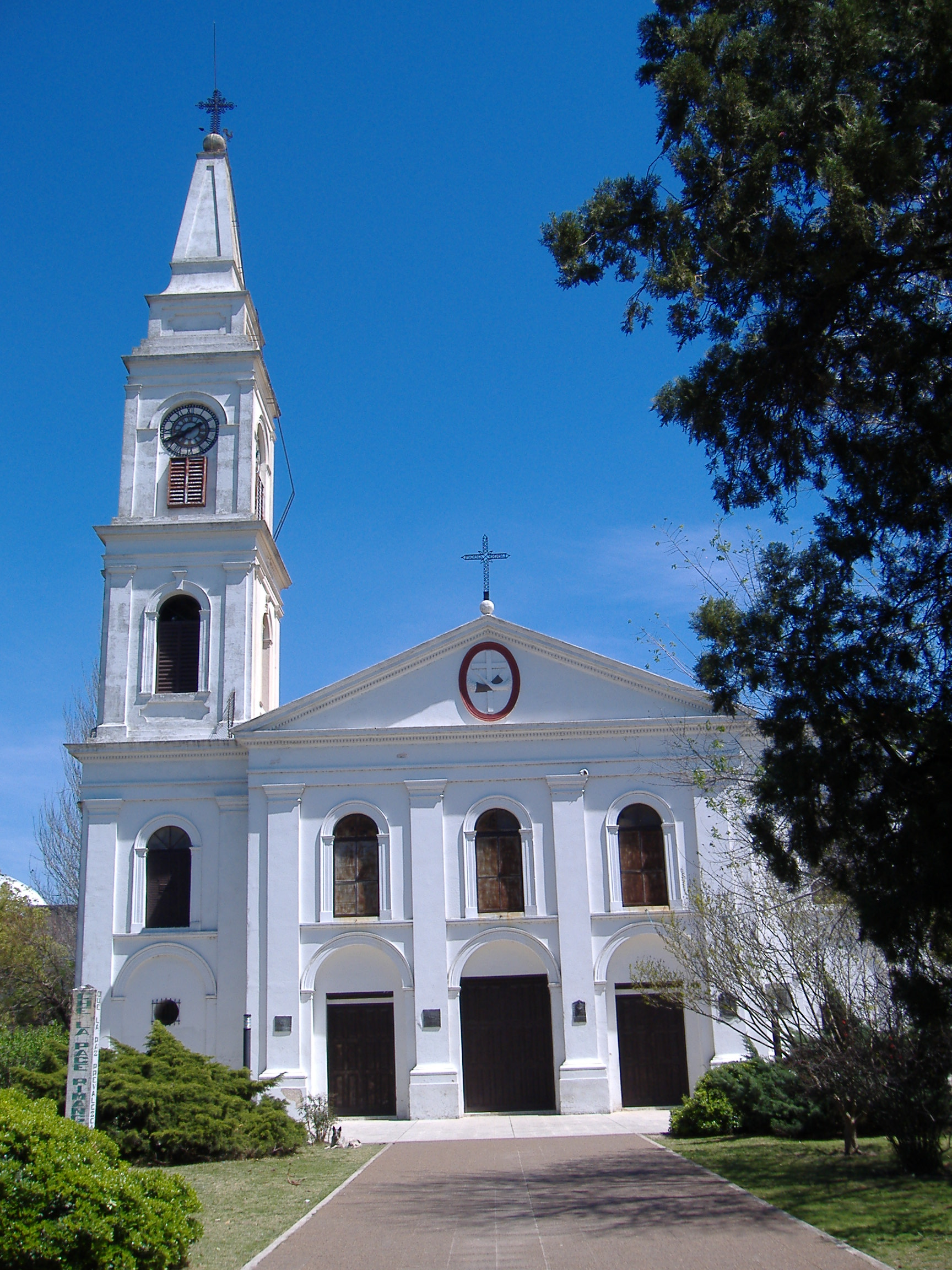
Монастир Сан-Карлос

1720 року Товариство Ісуса збудувало у цій місцевості місію, названу Сан-Мігель-де-Карканьяль (ісп. San Miguel del Carcarañal). Монахи-місіонери жили переважно натуральним господарством. Деякі будівлі місії знаходилися біля витоку річки Сан-Лоренсо.
30 жовтня 1768 року указом короля Карлоса III єзуїти були відкликані з американських колоній. Місія Сан-Мігель перейшла під юрисдикцію Ради священнослужителів Санта-Фе і 1774 року була продана з торгів.
1 січня 1780 року каплиця Сан-Мігель старої місії перейшла до рук невеличкої групи францисканців. 1790 року францисканцям були подаровані й навколишні землі. 6 травня 1796 року монахи переїхали до нової будівлі — монастиря святого Карло Борромео, навколо якої й виросло місто Сан-Лоренсо.
Точна дата заснування Сан-Лоренсо невідома, але Муніципальна рада 1984 року вирішила вважати офіційним днем створення міста 6 травня 1796 року. Цього дня до міста прибули проповідники-францисканці, які розпочали проповідь Євангелія у цій місцевості.
Біля міста 3 лютого 1813 року відбулася історично важлива битва, в якій борці за незалежність Аргентини під керівництвом Хосе де Сан-Мартіна перемогли війська іспанської корони. Це була перша битва у війні за незалежність Аргентини і єдина під керівництвом Сан-Мартіна, яка проходила на території, котра входить до сучасної Аргентини. У Сан-Лоренсо є музей, присвячений цій битві, який знаходиться у Монастирі Сан-Карлос (збудований у XVIII ст). 25 травня 1965 року у місті було встановлено пам'ятник генералу Сан-Мартіну.
У Сан-Лоренсо була відкрита перша державна школа після Травневої Революції 1810 року.
12 квітня 1819 року у Монастирі Сан-Карлос було підписано перемир'я між Мануелем Бельграно і Естаніслао Лопесом.
1840 року у місті була переможена французька ескадра, яка намагалася піднятися по Парані.
16 січня 1846 року генерал Лусіо Норберто Мансілья зустрівся у бою із військами роялістів біля монастиря Сан-Карлос.

## Економіка

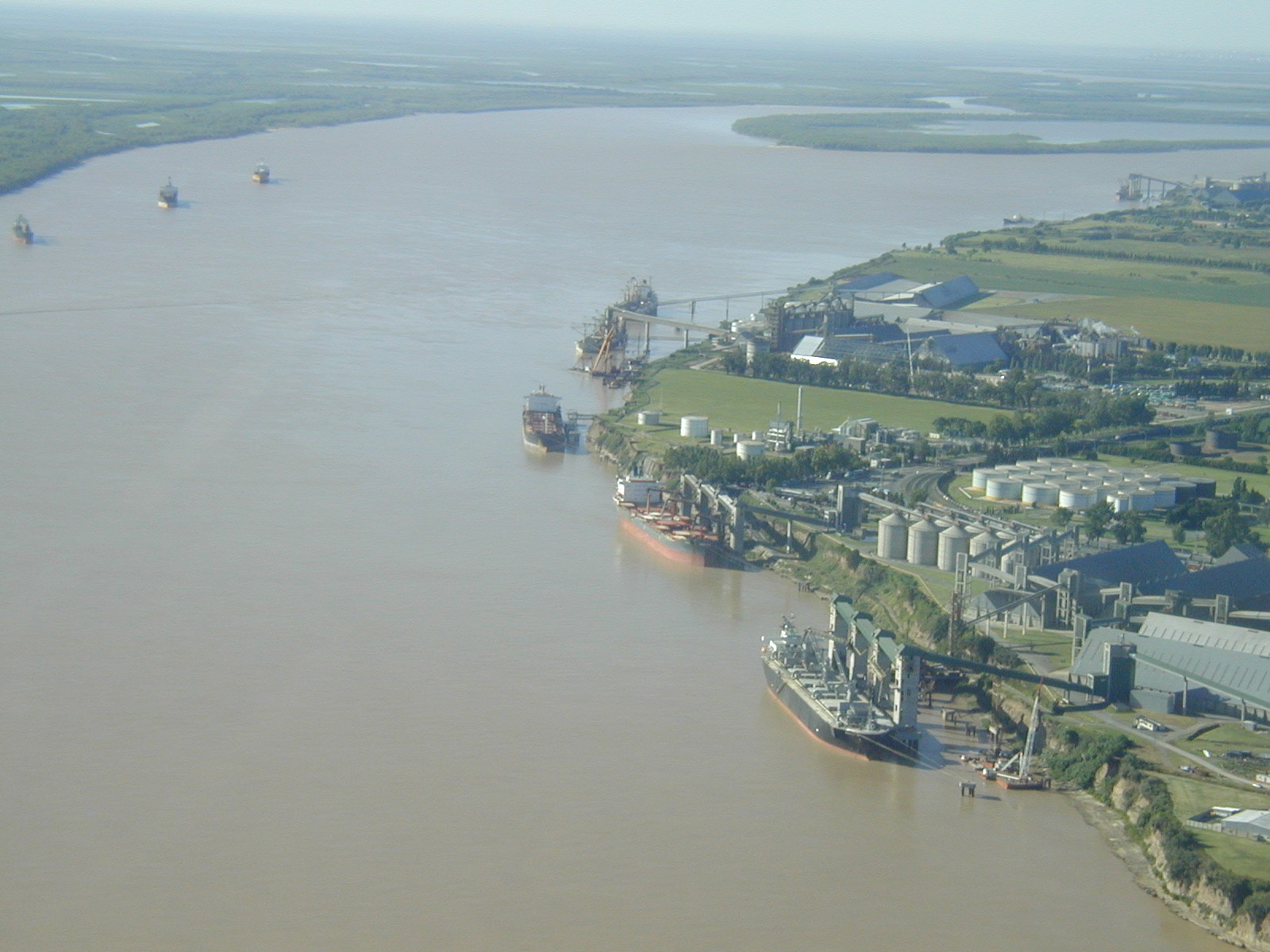
Річковий порт Сан-Лоренсо

Місто розташоване на правому березі річки Парана і має річковий порт, який є головним постачальником доходів і робочих місць Сан-Лоренсо.
Портовий комплекс Сан-Лоренсо — Сан-Мартін (ісп. Complejo Portuario San Lorenzo - Puerto San Martín) — це група приватних терміналів і пристаней, з яких відвантажуються зернові, субпродукти, олійні культури, паливо, нафта та інша гірнича сировина, хімікати з центру, узбережжя і північного заходу Аргентини. Порт є найбільшим експортним центром країни — на нього припадає 39,2% аргентинського експорту зернових і олійних культур. Глибина води порту становить близько 11 метрів.
У порту Сан-Лоренсо також діє митниця.

## Клімат
| Клімат Сан-Лоренсо                                                                  | Клімат Сан-Лоренсо | Клімат Сан-Лоренсо | Клімат Сан-Лоренсо | Клімат Сан-Лоренсо | Клімат Сан-Лоренсо | Клімат Сан-Лоренсо | Клімат Сан-Лоренсо | Клімат Сан-Лоренсо | Клімат Сан-Лоренсо | Клімат Сан-Лоренсо | Клімат Сан-Лоренсо | Клімат Сан-Лоренсо | Клімат Сан-Лоренсо |
| Показник                                                                            | Січ.               | Лют.               | Бер.               | Квіт.              | Трав.              | Черв.              | Лип.               | Серп.              | Вер.               | Жовт.              | Лист.              | Груд.              |                    |
| Середній максимум, °C                                                               | 31,2               | 29,2               | 26,7               | 23,2               | 19,7               | 16,2               | 15,9               | 18,4               | 20,4               | 23,6               | 26,7               | 29,7               |                    |
| Середня температура, °C                                                             | 24,8               | 23,4               | 20,9               | 17,2               | 13,6               | 10,1               | 10,0               | 12,0               | 13,9               | 17,8               | 20,9               | 23,3               |                    |
| Середній мінімум, °C                                                                | 18,4               | 17,7               | 15,5               | 12,0               | 8,2                | 5,1                | 4,9                | 6,5                | 7,8                | 11,6               | 14,7               | 17,1               |                    |
| Норма опадів, мм                                                                    | 98.3               | 124.1              | 120.2              | 88.0               | 64.9               | 19.5               | 29.5               | 31.0               | 56.4               | 100.6              | 107.4              | 93.3               |                    |
| ----------------------------------------------------------------------------------- | ------------------ | ------------------ | ------------------ | ------------------ | ------------------ | ------------------ | ------------------ | ------------------ | ------------------ | ------------------ | ------------------ | ------------------ | ------------------ |
| Джерело: http://www.smn.gov.ar/?mod=clima&id=30&provincia=Santa%20Fe&ciudad=Rosario |                    |                    |                    |                    |                    |                    |                    |                    |                    |                    |                    |                    |                    |

## Населення
Динаміка чисельності населення:

## Туристичні принади

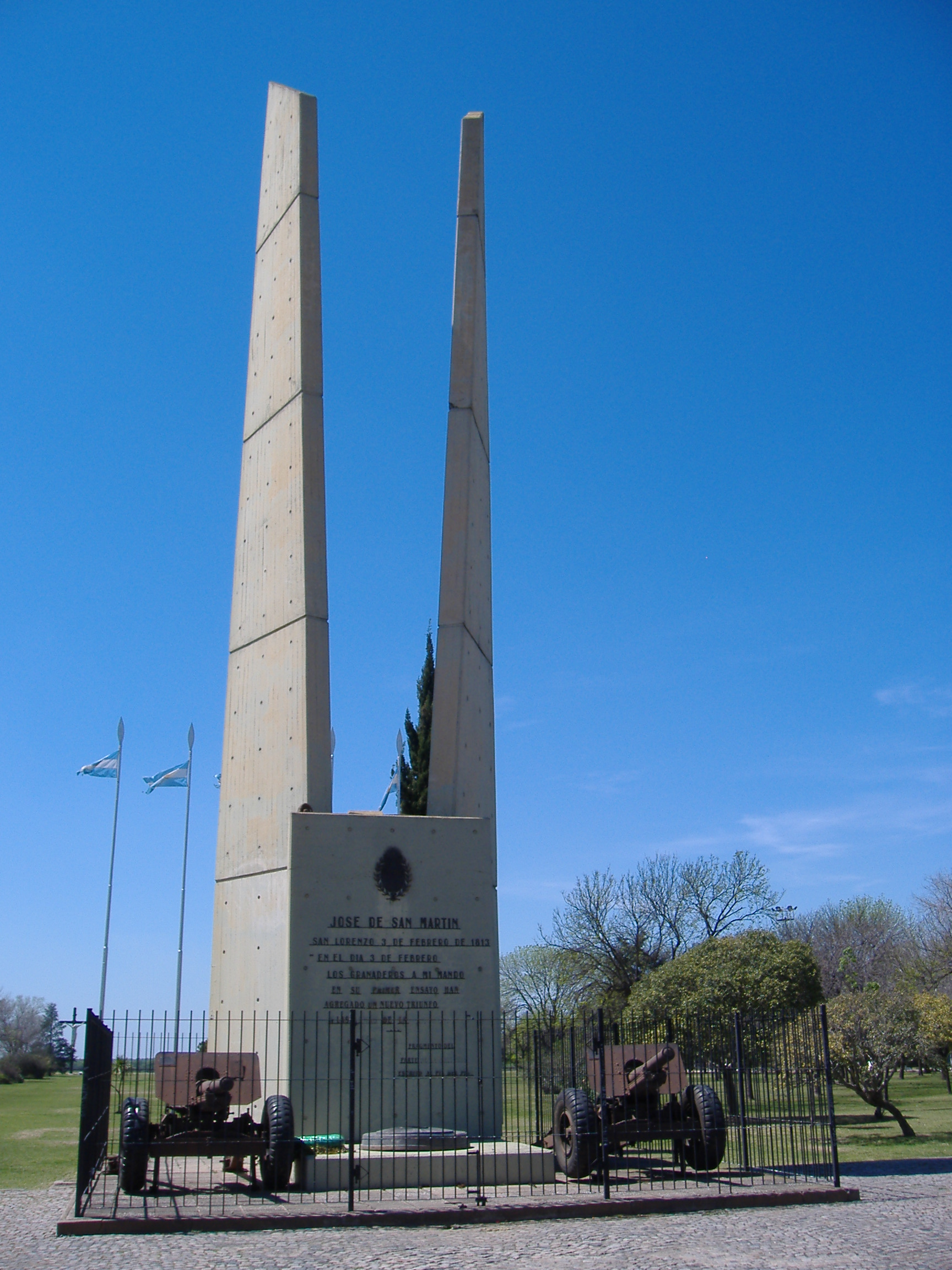
Пам'ятник генералу Сан-Мартіну

Місто Сан-Лоренсо має такі туристичні принади:
- Історичний музей Монастир Святого Карло Борромео (ісп. Museo Histórico del Convento de San Carlos Borromeo) — колишній францисканський монастир у колоніальному стилі, збудований 1792 року замість каплиці єзуїтів на березі річки Карканья. Перед битвою при Сан-Лоренсо у монастирі жив Хосе де Сан-Мартін і його військо. Також комплекс включає церкву 1807 року, збудовану архітектором Хуаном Баутістою Сагісмундо. Зараз у будівлях монастиря функціонує музей, який має експозиції релігійного мистецтва, а також присвячені історії самого храму і роботі францисканців, кладовище, де поховані солдати, які загинули у битві при Сан-Лоренсо, кімната-музей Сан-Мартіна тощо. 2 жовтня 1940 року монастир було визнано національною пам'яткою.
- Поле битви при Сан-Лоренсо і пам'ятник полеглим у ній (ісп. Campo de la Gloria), який також визнано національною пам'яткою.

## Видатні особи
У Сан-Лоренсо народилися такі відомі люди:
- Леандро Грімі — аргентинський футболіст, який грав за клуби Аргентини, Італії, Португалії
- Хав'єр Маскерано — аргентинський футболіст, півзахисник іспанської «Барселони» і капітан національної збірної Аргентини, дворазовий олімпійський чемпіон (2004 і 2008).